# 플렌시

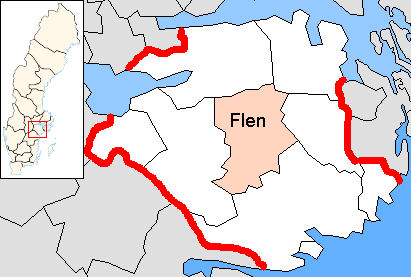
플렌 시의 위치

플렌시(스웨덴어: Flens kommun)는 스웨덴 쇠데르만란드주에 위치한 지방 자치체로 행정 중심지는 플렌이며 면적은 826.04km2, 인구는 16,830명(2016년 12월 31일 기준), 인구 밀도는 20명/km2이다.

시 문장